# Cloesia normalis
Cloesia normalis là một loài bướm đêm thuộc phân họ Arctiinae, họ Erebidae.